# Азра Башић
Азра Алешевић Башић (Ријека, ФНРЈ, 22. јун 1959) бивша је припадница 111. ријечке бригаде хрватске војске (иако постоје информације да је то била 108. бригада ХВ), која је учествовала у Рату у Босни и Херцеговини 1992—1995. Оптужена је за мучења Срба у логорима за Србе, од Босанског Брода до Дервенте. Због своје свирепости носила је називе „Крвава Азра“ и „Азра — два ножа“. Учествовала је у мучењу на десетине српских заробљеника, а у најмање 3 логора је била активна и то у периоду април — јул 1992. године.

## Биографија
Азра Башић, девојачки Алешевић, рођена је 22. јуна 1959. у Ријеци, на западу НР Хрватске, ФНРЈ. Иако су њени родитељи рођени у околини Добоја (БиХ). Средином 1950-их су дошли у Ријеку „трбухом за крухом“. Њен отац је био поморски капетан и путовао свуда по свету бродом. У детињству није оскудевала. Удала се у Ријеци и родила сина. Почетком ратних сукоба 1990-их се вратила у завичај као добровољац. Син јој је касније умро од срца када су се нашли у ратном окружењу. Дана 1. марта 1994. године се поново удала за Неџада Башића из Дервенте. Развела се 2005. године у САД.

## Ратни злочини
Први логор за мучење Срба у Дервенти је формиран 12. априла 1992. у Дому ЈНА, прекопута зграде Општине које су запосели припадници муслиманско-хрватских оружаних снага. Претходно су имовину Срба у Дервенти опљачкали и спалили. Азра Башић је увек у војничким чизмама носила два ножа. Знала је често да урезује крстове или 4 слова С на својим жртвама. Једно краће време је и сама била заробљена од српских војника. После се придружила хрватској војсци.
Логораши Радојица Гарић и Драган Ковачевић са још 20ак логораша су потврдили да је Азра Башић заклала (убола ножем у врат) Благоја Ђураша, који је био миран и повучен човек, запослен као рачуновођа у Дервенти. Ђураш је незаконито ухапшен и доведен у логор у Дервенти. Ту је претучен од хрватских и муслиманских војника. Остале логораше који су били претучени и свезани, Азра Башић је вукла за косу и терала да пију крв од Ђураша. Једном затворенику је одсекла полни орган, јер је тај наводно учествовао у силовању једне девојчице. Пре сваког клања и мучења Срба она се гласно смејала. Нико од затвореника није смео да је гледа у очи јер би био одмах мучен. Оптужује се и за смрт Чеде Чудића.
У својим мучењима Азра је знала да користи клешта. Па је тако логорашима често чупала уши или их је хватала за тестисе. Српске логораше је терала да се скину голи, да легну на под који је био пун стакла од разбијених флаша, а онда би она села на њихова леђа. Логораше је терала да пију бензин, а потом би их палила, да им бол буде још већи. Ово сведочи Сретен Јовановић. Логораш Миле Кузмановић из Дервенте је сведочио да је после мучења Азре остао стопостотни инвалид. Један од начина на које је мучила логораше јесте што их је терала да прогутају шаку соли. Морали су да једу новац, тукла их је металним шипкама, електричним кабловима, стављала им је врући жарач на тело. Сведочанства о овоме прича и Лука Голуб.

## Емиграција
Азра Башић је са мужем емигрирала у САД у градић Рочестер крајем 1990их, где је крила свој идентитет. У САД је радила разне послове, после се и развела. Тамо је добила држављанство САД. Од 2006. године почела је да живи са Американцима: Стив Ломан и његова супруга Луси у малом градићу Стенону на југозападу САД, крај Лос Анђелеса. Породица Луис је Азру описала као здепасту, вредну жену великог срца, која се увек знојила када је гледала ратне филмове. Представљала се као "Медитеранка" Изабел Ковачевић. Иначе у САД је често мењала идентитет и адресе, скривајући своју мрачну прошлост.

## Оптужница и хапшење
Азра Башић је први пут оптужена за ратне злочине 1993. године од Тужилаштва Републике Српске, према оптужници Окружног суда у Добоју.
2004. је лоцирана од Интерпола у америчкој држави Кентаки, а октобра 2006. је расписана за њом и међународна потерница. Тужилаштво БиХ је упутило захтев за изручење тек фебруара 2007. године, са доказима. Америчке власти су тражиле додатне доказе осим оног што је послато. То је учињено априла 2010. године.
15. марта 2011. године је ухапшена од ФБИ - савезне америчке полиције и предата окружном суду у Лексигтону. У кући где је ухапшена код породице Ломан нађена је већа количина оружја без дозволе.
Јула 2012. амерички савезни суд је донео одлуку да не постоје препреке за њено изручење у БиХ.